# Guernsey-i labdarúgó-válogatott
A Guernsey labdarúgó-válogatott Guernsey válogatottja, mely a Guernsey labdarúgó-szövetség (Guernsey Football Association) irányítása alatt áll. Nem tagja sem a FIFA-nak, sem az UEFA-nak, így nem vehet részt a világbajnoki és Európa-bajnoki selejtezőkön. Guernsey az Egyesült Királyság koronafüggősége.

## Történelem
A válogatott első mérkőzését 1905 április 17-én játszotta Alderney ellen amit 6–0 arányú győzelemmel zárt. 1905-től kezdődően Guernsey részt vesz a Muratti Vase nevű bajnokságon amelyen rajta kívül Alderney és Jersey vesz részt évről évre. Guernsey 46-szor nyerte meg a tornát.
| Sziget   | Győzelmek                               |
| -------- | --------------------------------------- |
| Jersey   | 53 (egy megosztva Guernsey-el 1937-ben) |
| Guernsey | 46 (egy megosztva Jersey-el 1937-ben)   |
| Alderney | 1                                       |

## Eredmények
- Szigetjátékok Aranyérem: 3

2001, 2003, 2015
- Muratti Vase: 46

győztes 2000 óta
2001, 2005, 2010, 2012, 2013, 2014